# Partit dels Socialdemòcrates Búlgars
El Partit dels Socialdemòcrates Búlgars  (búlgar: Партия Български социалдемократи oPartija Balgarski Socialdemokrati) és un partit polític socialdemòcrata de Bulgària fundat el 1990. És membre del Partit Socialista Europeu i de la Internacional Socialista
Forma part de la Coalició per Bulgària, una aliança liderada pel Partit Socialista Búlgar. La Coalició va obtenir a les eleccions legislatives búlgares de 2001 el 17,1% dels vots i 48 dels 240 escons de l'Assemblea Nacional. A les eleccions búlgares de 25 de juny de 2005, la Coalició va passar al 33,98% del vot popular i a 82 escons parlamentaris, la primera força política. A les eleccions legislatives búlgares de 2009, però, va obtenir el 17,70% dels vots i 40 dels 240 escons.